# جون باينز (متزلج جماعي)
جون باينز (بالإنجليزية: John Baines)‏ هو متزلج جماعي بريطاني، ولد في 26 سبتمبر 1985 في ميدلزبرة في المملكة المتحدة.

## وصلات خارجية
- جون باينز على موقع أوليمبيديا (الإنجليزية)
- جون باينز على موقع اللجنة الأولمبية البريطانية (الإنجليزية)